# Wes Unseld Jr.
Wesley Sissel "Wes" Unseld Jr. (Catonsville, Maryland, 20 de septiembre de 1975) es un entrenador de baloncesto estadounidense. Es hijo del que fuera jugador y miembro del Basketball Hall of Fame, Wes Unseld.

## Trayectoria deportiva

### Primeros años y universidad
Unseld  nació y creció en Catonsville, Maryland. Jugó al baloncesto en la escuela secundaria como pívot en Loyola Blakefield en Towson, Maryland, para posteriormente pasar cuatro años jugando con los Blue Jays de la Universidad Johns Hopkins, graduándose en 1997.

### Entrenador
Unseld pasó directamente de la universidad a la NBA, comenzando como ojeador para los Washington Wizards, trabajando para su padre, quien era gerente general. Había planeado ir a la escuela de posgrado después de graduarse, pero decidió dedicar un año al baloncesto para ver si lo disfrutaría. Tras nueve años en el puesto fue ascendido a entrenador asistente, ejerciendo durante seis temporadas. Durante su estancia en la capital también fue ojeador y asistente de las Washington Mystics de la WNBA.
En 2011, Unseld Jr. dejó los Wizards por los Golden State Warriors después de que se le negara un puesto como entrenador principal. Tras un año en California, firmó como asistente de Jacque Vaughn en los Orlando Magic, siemdo ambos despedidos tras un mal arranque de temporada en febrero de 2015.
Cuando su amigo de toda la vida, Tim Connelly, se convirtió en gerente general de los Denver Nuggets en 2015, le ofreció a Unseld un trabajo como entrenador asistente, siendo nombrado al año siguiente como asistente principal de Michael Malone. Permaneció seis temporadas en el equipo de Colorado.
El 17 de julio de 2021 firmó un contrato de cuatro años para convertirse en el entrenador de los Washington Wizards. Tras dos temporadas y media, el 25 de enero de 2024, es despedido de su puesto como técnico principal de los Wizards, pasando a un puesto en la gerencia.

## Estadísticas como entrenador
| Equipo     | Año     | P   | V  | D   | V–D% | Finalizado       | PP | VP | DP | PV–D% | Resultado   |
| ---------- | ------- | --- | -- | --- | ---- | ---------------- | -- | -- | -- | ----- | ----------- |
| Washington | 2021-22 | 82  | 35 | 47  | .427 | 4.º en Southeast | —  | —  | —  | —     | No playoffs |
| Washington | 2022-23 | 82  | 35 | 47  | .427 | 3.º en Southeast | —  | —  | —  | —     | No playoffs |
| Washington | 2023-24 | 43  | 7  | 36  | .163 | despedido        | —  | —  | —  | —     | —           |
| Total      | Total   | 207 | 77 | 130 | .372 |                  | —  | —  | —  | —     |             |